# Рамешки (Никольский район)
Рамешки — деревня в Никольском районе Вологодской области.
Входит в состав Краснополянского сельского поселения (с 1 января 2006 года по 1 апреля 2013 года входила в Осиновское сельское поселение), с точки зрения административно-территориального деления — в Осиновский сельсовет.
Расстояние до районного центра Никольска по автодороге — 17 км. Ближайшие населённые пункты — Малиновка, Упиралово, Осиново.
По переписи 2002 года население — 67 человек (38 мужчин, 29 женщин). Всё население — русские.